# Palafoxia linearis
Palafoxia linearis là một loài thực vật có hoa trong họ Cúc. Loài này được (Cav.) Lag. mô tả khoa học đầu tiên.